# Paolo Ketoff
Paolo Ketoff (Roma, 8 aprile 1921 – Roma, 1º marzo 1996) è stato un tecnico del suono e inventore italiano. Specialista in elettroacustica e ingegneria acustica, innovatore della tecnica della riproduzione del suono e inventore di strumenti musicali elettronici – tra i quali il SYNKET (SYNthesizerKEToff), primo sintetizzatore per la performance dal vivo.
Collaborò con numerosi compositori italiani e stranieri di musica classica contemporanea, tra cui John Cage, John Eaton, Domenico Guaccero ed Ennio Morricone.
I sintetizzatori da lui creati si trovano nei musei degli strumenti musicali di Roma (MUSA-Accademia di Santa Cecilia), Parigi (Cité de la musique), Monaco di Baviera (Deutsches Museum), Baltimora, Milano e, recentemente, Macerata (Museo del Synth).
Sposato con Landa Ketoff, critico musicale a La Repubblica, ha avuto due figli: Fulvia e Andrea.

## Biografia

### Gli inizi
Paolo Ketoff è cresciuto in una famiglia di esuli russi arrivati in Italia nel 1908: la madre Zenaide Fedotov, era pittrice; il padre Costantino, scrittore e giornalista, fu tra i fondatori della  Associazione della Stampa Estera nel 1912. Aveva due fratelli: Ivan, esponente dell'aeropittura futurista, e Sergio, professore di architettura a Parigi. 
Nel 1938 Ketoff vinse una borsa di studio per il Centro Sperimentale di Cinematografia (sezione  tecnici del suono), dove si diploma nel 1940. Nello stesso anno lavora come attore in L'ebbrezza del cielo di Giorgio Ferroni.
Nel 1941, a seguito della chiamata alle armi, Ketoff interrompe gli studi all'Accademia di Belle Arti. Dopo l'armistizio dell'8 settembre 1943, attraversa la Linea Gustav in Campania e si associa alle truppe alleate mettendo a frutto le sue competenze nell'operazione di ripristino degli studi RAI distrutti durante la guerra in diverse città italiane. 
Fu un'esperienza che costituì una svolta nella sua carriera: ciò gli consentì infatti di sviluppare la capacità, unanimemente riconosciuta negli anni seguenti, di affrontare qualunque problema tecnico creando egli stesso il prodotto o il meccanismo in grado di risolverlo.

### Il cinema tra musica e suono
Alla fine della guerra tornò a lavorare nell'industria cinematografica, occupandosi della costruzione degli impianti di registrazione dello stabilimento di doppiaggio della Titanus in Via Margutta a Roma e, contemporaneamente, lavorando in diversi film come fonico di presa diretta. Dal 1953 al 1968 fu responsabile degli studi di registrazione della RCA Italiana, della Fonolux e della NIS Film.
In quegli anni Ketoff progettò numerosi macchinari sperimentali per la produzione di musica da film, inclusi compressori di suono dinamici, modulatori ad anello, potenziometri a cursore e camere di riverberazione, come documentato da numerosi brevetti e articoli tecnici pubblicati su diverse riviste specializzate, compreso Musica e Dischi. 
Avendo Ketoff stabilito un nuovo standard di qualità della post-produzione sonora, registi e compositori internazionali chiesero la sua collaborazione per le registrazioni particolarmente complesse e di prestigio, proprio in ragione della sua capacità di innovazione e invenzione. Ketoff partecipò quindi alla realizzazione delle colonne sonore di film come L'avventura, Banditi a Orgosolo, Pane, amore e fantasia, Kapò, Il generale della Rovere, Terrore nello spazio, Africa addio e molti altri. Nel 1963 era a Londra per collaborare con Dimitri Tiomkin alla colonna sonora – poi candidata all'Oscar – del film di Nicholas Ray 55 giorni a Pechino. 

### La musica elettronica e il Synket

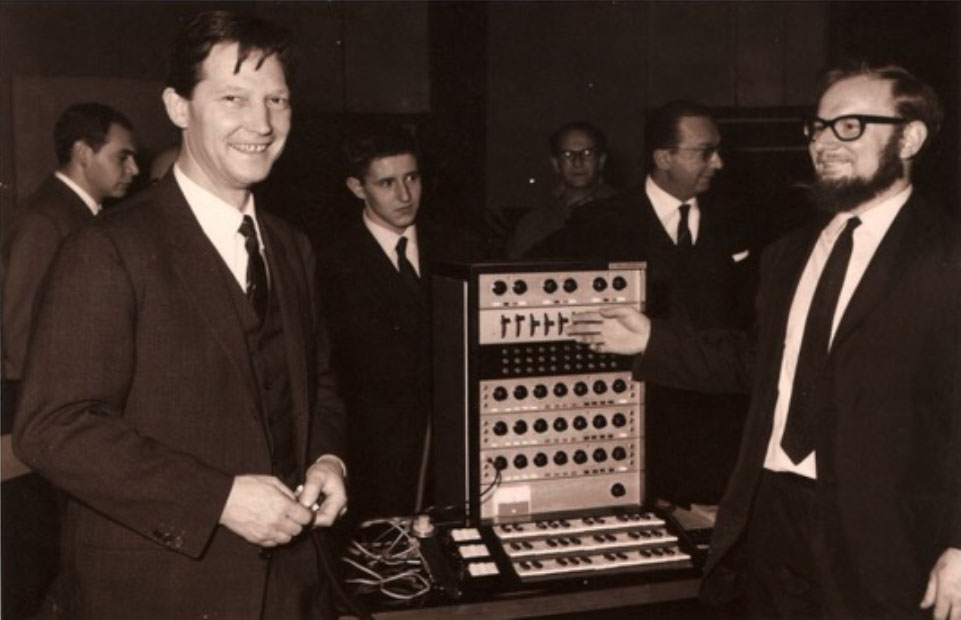
Foto: Paolo Ketoff con John Eaton e il Synket, 1966

Il passaggio dalle sale di registrazione alla musica elettronica iniziò nel 1962 quando Ketoff collaborò con l'amico compositore Gino Marinuzzi junior alla realizzazione del Fonosynth, un apparecchio da studio finalizzato ad ottenere suoni elettronici, comprendente un insieme di oscillatori, filtri e modulatori, che venne installato come postazione di lavoro negli studi Fonolux.
L'anno seguente, su richiesta della American Academy in Rome, avvia lo sviluppo del Synket, primo sintetizzatore integrato progettato per essere usato in concerto come uno strumento tradizionale.
Il Synket (da Synthesizer Ketoff) era formato da tre "combinatori di suono" ciascuno dei quali comprendeva: 
- un generatore a onda quadra controllabile in frequenza;
- una catena di divisori di frequenza;
- un filtro selettivo, con un controllo di ampiezza;
- tre modulatori.

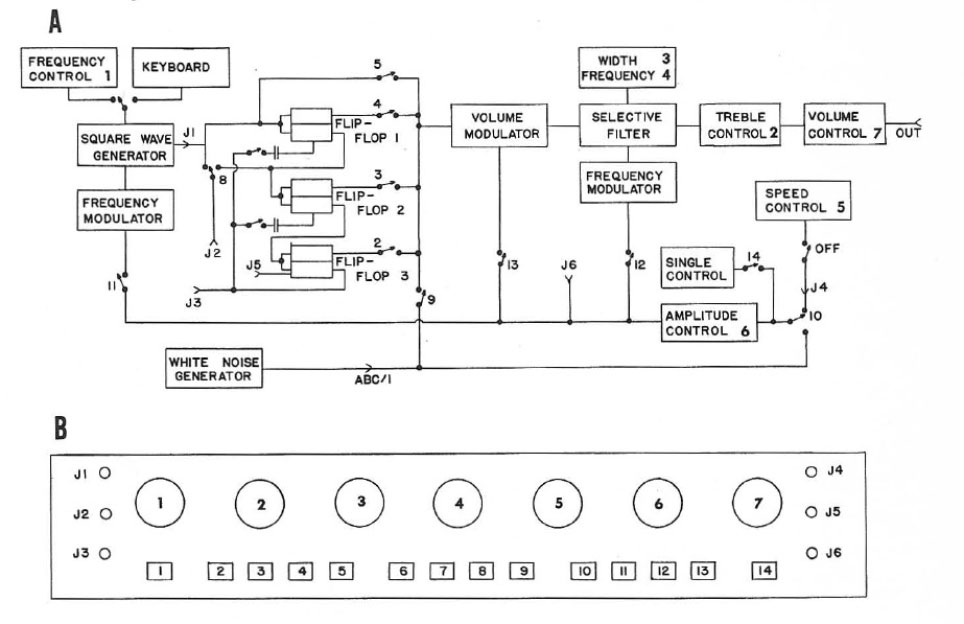
Diagramma a blocchi funzionali (A) e pannello (B) di un combinatore di suoni del Synket. Da "Electronic Music Review", IV, 1967

Il suono prodotto dai tre "combinatori" poteva, a sua volta, essere modificato con un filtro d'ottava e un modulatore triplo. 
Il Synket era corredato di tre piccole tastiere i cui tasti potevano essere pre-accordati rendendolo adatto a eseguire musiche microtonali.
Complessivamente sono nove gli esemplari di Synket costruiti da Ketoff, tutti prototipi leggermente diversi l'uno dall'altro.
John Eaton: "Su mio suggerimento, ha modificato le tre tastiere in modo che rispondessero alla velocità, come un pianoforte, e al movimento laterale, come nel sussurro di un clavicordo." [Citazione in inglese dalla pagina web tradotta da Google Translate] La Osmose, una tastiera espressiva integrata con l'Eagan-Matrix, il componente sintetizzatore della Haken Audio Continuum incorpora questa funzionalità. 
Numerosi i musicisti, soprattutto americani e italiani, che hanno utilizzato il Synket nelle loro partiture o l'hanno inserito nelle loro performance, da John Eaton a John Cage, David Tudor, Robert Ashley, Stephen Albert, Bill Smith e poi in Italia Ennio Morricone, Piero Umiliani, Franco Battiato, e le figure più in vista dell'avanguardia romana – Domenico Guaccero, Vittorio Gelmetti, Franco Evangelisti, Aldo Clementi, Egisto Macchi, Walter Branchi ed altri, alcuni dei quali riuniti nel Gruppo d'Improvvisazione Nuova Consonanza e nello Studio R7.
John Eaton è stato il compositore che ha maggiormente utilizzato questo strumento (anche in qualità di esecutore) sia per brani esclusivi che in combinazione con strumenti tradizionali; il suo primo pezzo, Songs for RPB, per soprano e Synket, esce nel 1964, mentre è del 1973 la sua opera lirica Myshkin, con il Synket come protagonista. 
Tramite Eaton, nel 1967 Ketoff entra in contatto con Robert Moog, creatore in quegli anni del Moog Synthesizer, con il quale si stabilì un rapporto di stima e collaborazione sullo sviluppo di nuovi strumenti per la musica elettronica. 
Diverse le collaborazioni con il mondo del teatro, tra cui quella con Carmelo Bene — nel 1966 e poi negli anni Ottanta — e con Aldo Trionfo (Sinfonie per Synket 1 e 2, 1966).

### La divulgazione e l'insegnamento
Già dai tempi degli studi di registrazione, Ketoff era considerato punto di riferimento per molti tecnici del mestiere, tra i quali Federico Savina.
Dal 1967 al 1989 Ketoff ha insegnato tecnica della registrazione presso l'Istituto di Stato per la Cinematografia e la Televisione, che gli ha dedicato un'aula. Nel 1978 è stato docente anche al Centro Sperimentale di Cinematografia.
A partire dal 1969, lasciati gli incarichi negli studi di post-produzione, Ketoff si confrontò con la libera professione. L'attività si intensifica con l'esperienza nello Studio R7, che aveva l'ambizione di finanziare la ricerca e la sperimentazione con un'attività imprenditoriale multiforme. Sono gli anni della costruzione di studi di registrazione per musicisti come Piero Umiliani, Ennio Morricone, Bobby Solo, Amedeo Tommasi ed altri.

## Riconoscimenti
L'8 aprile 2021, nel centenario della nascita, l'Accademia Nazionale di Santa Cecilia ha inaugurato lo "Studio Paolo Ketoff", un laboratorio dedicato alla ricerca per la musica elettronica e le nuove tecnologie, centro permanente di formazione, produzione e ricerca musicale, la cui direzione viene affidata a Michelangelo Lupone.
L'evento viene preceduto da quattro incontri-webinar sul legame tra musica e scienza coordinati da Michele Dall’Ongaro, Presidente-Sovrintendente dell’Accademia di Santa Cecilia, e realizzati in collaborazione con la Fondazione Musica per Roma e il CRM-Centro Ricerche Musicali.
Nello stesso anno, l'Accademia ha acquisito dalla famiglia il Fondo Paolo Ketoff, comprensivo di due esemplari del Synket. Il materiale è consultabile nella Bibliomediateca e nel Museo degli Strumenti Musicali.
Precedentemente, il 5 luglio 2011 l'Accademia Filarmonica Romana aveva dedicato un concerto di musiche di Karlheinz Stockhausen  a Paolo e Landa Ketoff, in occasione della morte di quest'ultima.
Nel 2014 è uscito il libro di Luigino Pizzaleo, "Il liutaio elettronico - Paolo Ketoff e l'invenzione del Synket", con prefazione di John Eaton (Aracne ed.), basato sulla tesi di dottorato discussa dall'autore nel 2012 all'Università di Firenze. Il lavoro di Pizzaleo è stato strumentale per il recupero e la costruzione dell'archivio – composto da carteggi, documenti e strumenti – successivamente raccolto nel Fondo Paolo Ketoff.